# محمد عزيز درواز
محمد عزيز درواز (10 نوفمبر 1950 الجزائر العاصمة) شخصية رياضية جزائرية ومدرب سابق للمنتخب الجزائري لكرة البد. شغل منصب وزير الشباب والرياضة ما بين 25 جوان 1997 و25 ديسمبر 1999. كما ترشح للانتخابات التشريعية سنة 1991 ضمن قائمة جبهة القوى الاشتراكية في الجزائر الوسطى.

## الإنجازات

### مع المنتخب الجزائري
بطولة أفريقيا:
- فائز بـ بطولة أفريقيا - تونس 1981
- فائز بـ بطولة أفريقيا - مصر 1983
- فائز بـ بطولة أفريقيا - تونس 1985
- فائز بـ بطولة أفريقيا - المغرب 1987
- فائز بـ بطولة أفريقيا -الجزائر 1989

ألعاب البحر الأبيض المتوسط:
- الفائز - اللاذقية 1987
- الوصيف - الدار البيضاء 1983

الألعاب الأولمبية الصيفية:
- 3 مشاركات في الألعاب الأولمبية الصيفية : موسكو 1980/ لوس أنجلس 1984/ سيول 1988

بطولة العالم:
- مشاركتان في بطولة العالم : ألمانيا 1982/ سويسرا 1986

### مع الأندية
- البطل الدوري الجزائري لكرة اليد مع ناديت الجزائر 1977/1978
- البطل الدوري السعودي لكرة اليد مع نادي الخليج السعودي 1987/1988

## وصلات خارجية
- http://sport.echoroukonline.com/articles/189527.html
- http://sport.echoroukonline.com/articles/190084.html
- http://www.aldjadidonline.com/index.php/sport/nationsport/15578.html/